# François Richard (auteur de science-fiction)
 (juin 2018).
Si vous disposez d'ouvrages ou d'articles de référence ou si vous connaissez des sites web de qualité traitant du thème abordé ici, merci de compléter l'article en donnant les références utiles à sa vérifiabilité et en les liant à la section « Notes et références ».
Pour les articles homonymes, voir Richard et François Richard.
Cet article court présente un sujet plus développé dans : F. Richard-Bessière.
François Richard, né à Sète le 7 avril 1913 et mort à Auxerre le 28 mars 2001, est un écrivain français, auteur, avec Henri Bessière, de nombreux romans publiés aux éditions Fleuve noir sous le pseudonyme collectif F. Richard-Bessière. Il y était également éditeur.
Toutefois, la paternité de François Richard, en tant que co-auteur, est contestée :
- à l'origine, François Richard était éditeur au Fleuve Noir.
- Henri Bessière s'appelait Richard de par son second prénom.
- Les ayants droit d'Henri Bessière affirment posséder les manuscrits originaux des romans publiés.
- Richard Bessière était mineur, ce qui compliquait la question des droits... Une co-paternité de façade aurait pu sembler simplifier la question.

Ce qui est certain, c'est sur la base de manuscrits d'Henri Bessière que fut fondée la collection « Anticipation » des éditions Fleuve noir par François Richard. Cette collection connut une vaste et longue postérité jusqu'en 1997 et François Richard fut son initiateur, ce qui n'est pas un mince mérite. À l'heure actuelle (2018), la polémique n'est pas tranchée.